# Aeroportul Internațional Rickenbacker
Aeroportul Internațional Rickenbacker (IATA: LCK, ICAO: KLCK, FAA LID: LCK) este un aeroport din Ohio, Statele Unite ale Americii ce deservește zona Columbus. Aeroportul a fost tranzitat în 2019 de 307.700 de pasageri. A fost deschis în 1942.
Situat la o altitudine de 227 m, aeroportul dispune de 2 piste.

## Infrastructură

### Piste
Aeroportul dispune de 2 piste. Pista 05L/23R are suprafața de asfalt și dimensiunile 11.902 picioare × 150 picioare. Pista 05R/23L are dimensiunile 12.102 picioare × 200 picioare. 